# Guy Cassiers
Guy Cassiers (Antwerpen, 6 december 1960) is regisseur en artistiek leider van het Toneelhuis in Antwerpen. Hij is de zoon van komiek en regisseur Jef Cassiers.

## Biografie
Cassiers studeerde aanvankelijk grafiek aan de Koninklijke Academie voor Schone Kunsten van Antwerpen, maar nog tijdens zijn studie verlegde hij zijn interesse naar het theater.
Na zijn studie aan de Academie voor Schone Kunsten realiseerde hij zijn eerste theaterprojecten, vooral voorstellingen voor kinderen en jongeren. Vervolgens werkte hij een periode freelance, waarna hij bij het Rotterdamse Ro Theater terechtkwam. In 1998 werd hij artistiek leider van dit Nederlandse stadstheater, waarbij zijn aandacht onder meer uitging naar het gebruik van multimediatechnieken in het theater. Een en ander leidde tot de stukken 'De Sleutel', 'De Wespenfabriek', 'La Grande Suite', 'The Woman Who Walked Into Doors' en 'Rotjoch'. Vanaf 2006 had Guy Cassiers de leiding van het Toneelhuis in Antwerpen.
Cassiers' werk wordt gekenmerkt door eenzame, geïsoleerde en vaak asociale personages, het gebruik van literaire teksten (in plaats van dramatische teksten) en visuele technologie.

### Beginperiode
In de jaren 80 realiseert Guy Cassiers in Antwerpen zijn eerste theatervoorstellingen, waaronder Kaspar van Peter Handke en Daedalus, een project met gehandicapten. In 1987 wordt hij benoemd tot artistiek leider van jeugdtheater Oud Huis Stekelbees in Gent (later Victoria, nu Campo). In een beginselverklaring van OHS staat: "… OHS dat is de (woord)klank bevoordelen tegenover de (woord)betekenis, de associatie tegenover het verhaal, het geluid tegenover de muziek, het licht tegenover de belichting, de emotie tegenover de idee, de tegenstrijdigheid tegenover de afbeelding, het theater tegenover de realiteit." Wanneer Dirk Pauwels vijf jaar later de fakkel van hem overneemt, gaat Cassiers als freelancer aan de slag bij onder andere het Kaaitheater in Brussel, Tg STAN en de Toneelschuur in Haarlem.

### Ro Theater
Zijn eerste productie bij het RO (Rotterdams Onafhankelijk) theater, Angels in America, wordt in 1996 bekroond met de Gouden Gids Publieksprijs en de Prosceniumprijs van de VSCD. Een jaar later ontvangt hij ook de Thersitesprijs van de Vlaamse critici voor zijn hele oeuvre.
In 1997 regisseert Guy Cassiers met het voltallige ensemble van het Ro Theater 'Onder het Melkwoud' van Dylan Thomas. Tijdens de herneming in augustus van dat jaar wordt bekend dat hij de nieuwe artistiek leider van het Ro Theater wordt. Hij ontdekt de mogelijkheden van de grote scène voor zijn theatervertellingen. In de periode van 1998 tot 2006 ontwikkelt Cassiers een multimediale theatertaal voor het grote podium. Met voorstellingen als 'De Sleutel' en 'Rotjoch' (1998), 'De Wespenfabriek' (2000), 'La Grande Suite' (2001), 'Lava Lounge' (2002) en de opera 'The Woman Who Walked into Doors' (2001) voert hij de integratie van multimedia in het theater telkens een stap verder.
Cassiers' belangstelling voor het gebruik van videoprojectie en muziek blijft groeien. Dit vindt zijn weerslag in de vierdelige Proust-cyclus die hij tussen 2002 en 2004 realiseert, en waarvoor hij de Amsterdamprijs voor de kunsten en de Werkpreis Spielzeiteuropa van de Berliner Festspiele in de wacht sleept.
Cassiers ensceneert bij voorkeur bewerkingen van bekende romans, zoals 'Hiroshima Mon Amour' van Marguerite Duras in 1996, 'Anna Karenina' van Tolstoj in 1999 en Jeroen Brouwers’ 'Bezonken rood' in 2004. Zijn afscheidsvoorstelling bij het Ro Theater in het voorjaar 2006 is een bewerking van 'Hersenschimmen' van J. Bernlef.

### Toneelhuis
Zijn debuut bij Toneelhuis is Onegin naar de roman in verzen van Poesjkin. Ook voor zijn eerste regie als artistiek leider van Toneelhuis baseert hij zich op een klassiek werk uit de Europese literatuurgeschiedenis: 'Mefisto' van Klaus Mann in een bewerking van Tom Lanoye. Daarin behandelt hij de relatie tussen kunst en politiek. Dat is een nieuw thema in het werk van Cassiers dat veel te maken heeft met de terugkeer naar zijn geboortestad Antwerpen en haar complexe politieke situatie. 
'Mefisto for ever' is het eerste deel van een drieluik, 'Triptiek van de macht', over de complexe samenhang tussen kunst, politiek en macht. 'Mefisto for ever' vertelt het verhaal van de (duivelse) verleiding door de macht. Deel twee, 'Wolfskers', is het verhaal van de vergiftiging door de macht (wolfskers is de naam van een giftige plant). 'Wolfkers' is het verhaal van een tegelijk banale én beslissende dag uit het leven van Lenin, Hitler en keizer Hirohito. Guy Cassiers inspireerde zich op drie films van de Russische cineast Aleksandr Sokoerov over deze dictators. 'Atropa' ten slotte is het verhaal van de agonie van de macht en gaat terug op de Griekse tragedies, in het bijzonder op de tragedies die de Trojaanse oorlog als onderwerp hebben.
Tussen de twee triptiek-delen 'Mefisto for ever' en 'Wolfskers' nodigt Guy Cassiers de zes andere Toneelhuisartiesten uit voor een gezamenlijk locatieproject in de Bourlaschouwburg, met als uitgangspunt 'Een geschiedenis van de wereld in 10½ hoofdstuk' van Julian Barnes, een ironische reis door het verleden. Samen met Guy Cassiers creëren Benjamin Verdonck, Sidi Larbi Cherkaoui, Lotte van den Berg, Olympique Dramatique, Wayn Traub en De Filmfabriek een theatraal parcours doorheen de Bourla.
Na 'Wolfskers' gaat Guy Cassiers als coach-regisseur aan de slag met het collectief Olympique Dramatique voor de creatie van 'De geruchten', naar de gelijknamige roman van Hugo Claus. 
De 'Triptiek van de macht' - het nieuwe 'Atropa' incluis - zal in het seizoen 2008-2009 intensief reizen in Europa. Intussen bereidt Guy Cassiers een nieuwe opera voor (mei 2009), 'House of the Sleeping Beauties', naar het gelijknamige boek van Yasunari Kawabata en op muziek van Kris Defoort.
Guy Cassiers' groeiende aandacht voor de Europese politieke geschiedenis, die blijkt uit de 'Triptiek van de macht', komt ook naar voren in projecten als Bloed & rozen. Het lied van Jeanne en Gilles (2011), over de macht en de manipulaties van de Kerk, en Duister hart (naar Heart of Darkness van Joseph Conrad, 2011) waarin het koloniale verleden op de korrel wordt genomen. Hij werkte ook aan lichtere producties zoals SWCHWRM (2010) en Middenin de nacht, de ensembleproductie van Toneelhuis in januari 2012, waarin hij een kleine rol speelt.
Tussen 2010 en 2012 werkte Guy Cassiers aan een nieuwe trilogie, gebaseerd op 'De man zonder Eigenschappen', Robert Musils bekende, onafgewerkte roman. Het eerste deel, 'De Parallelactie', werd al snel opgevolgd door deel twee, 'Het Mystieke Huwelijk'. Het derde deel, 'De Misdaad', ging in mei 2012 in première en wordt zowel afzonderlijk als in combinatie met de eerste twee delen opgevoerd. 
Orlando, waarin Katelijne Damen de roman van Virginia Woolf vertaalt naar een monoloog, wordt Cassiers’ nieuwe creatie voor 2013.
- Bibsys: 4109678
- Bibliothèque nationale de France: cb15089336h (data)
- Digitale Bibliotheek voor de Nederlandse Letteren: cass019
- Gemeinsame Normdatei: 1141585715
- International Standard Name Identifier: 0000 0000 7847 6448
- Library of Congress Control Number: no2010081599
- MusicBrainz: 91dd60e5-c01a-4f52-9f06-44f9d1cfc862
- Nationale Bibliotheek van Tsjechië: xx0151957
- Nederlandse Thesaurus van Auteursnamen: 09284491X
- Système universitaire de documentation: 148005195
- Virtual International Authority File: 37209901
- WorldCat: E39PBJcC3JKVDqtWV9FVKG46rq